# Jacek Mąka (funkcjonariusz)
Jacek Mąka (ur. w 1967) – zastępca szefa Agencji Bezpieczeństwa Wewnętrznego Krzysztofa Bondaryka (w randze pułkownika).

## Życiorys
W 1993 ukończył studia prawnicze na Uniwersytecie Marii Curie-Skłodowskiej. Rok później rozpoczął służbę w Urzędzie Ochrony Państwa, w delegaturze w Białymstoku. Po rozwiązaniu UOP znalazł się w ABW, gdzie obejmował różne stanowiska. Obecnie po raz drugi jest zastępcą szefa tej służby, poprzednio pełnił tę funkcję (jako zastępca Andrzeja Barcikowskiego) w okresie od 2 sierpnia 2004 do 23 października 2006 – rezygnację złożył w listopadzie 2005.
W październiku 2009 nazwisko Mąki pojawiło się w związku z podsłuchem założonym Wojciechowi Sumlińskiemu – Mąka w procesie cywilnym wykorzystał stenogramy rozmów m.in. Bogdana Rymanowskiego i Cezarego Gmyza. 27 października 2009 premier Donald Tusk oświadczył, że Mamy do czynienia z działaniem zgodnym z prawem (...) decyzji personalnych nie będzie.
W 2010 Sąd przyznał rację Jackowi Mące w procesie o naruszenie dóbr osobistych wytoczonym przeciwko dziennikarzom Pawłowi Lisickiemu i Cezaremu Gmyzowi.
Od 2013 dyrektor w jednej z firm telekomunikacyjnych.

## Odznaczenia
- Złoty Krzyż Zasługi (2011)[6]
- Srebrny Krzyż Zasługi (2002)[6]
- Złota odznaka „Zasłużony Dla Służby Celnej" (2011)[6]
- Odznaka Honorowa im. Gen. Roweckiego „Grota” (2011)[6]
- Srebrny Medal „Za Zasługi dla Obronności Kraju” (2011)[6]
- Brązowy Medal „Za Zasługi dla Obronności Kraju” (2003)[6]
- Srebrny Medal za Zasługi dla Straży Granicznej (2012)[6]